# هيديو أوغاتا
هيديو أوغاتا (باليابانية: 尾形英夫؛ بالكانا: おがた ひでお) هو منتج أفلام ياباني، ولد في 20 فبراير 1933 في كيسين-نوما في اليابان، وتوفي في 25 يناير 2007 بسبب سرطان المعدة.

## وصلات خارجية
- هيديو أوغاتا على موقع IMDb (الإنجليزية)
- هيديو أوغاتا على موقع قاعدة بيانات الفيلم (الإنجليزية)